# 7715 Leonidarosino
7715 Leonidarosino este un asteroid din centura principală de asteroizi.

## Descriere
7715 Leonidarosino este un asteroid din centura principală de asteroizi. A fost descoperit pe 14 februarie 1996 la Cima Ekar de Ulisse Munari și Maura Tombelli. Asteroidul prezintă o orbită caracterizată de o semiaxă mare de 2,60 ua, o excentricitate de 0,11 și o înclinație de 15,4° în raport cu ecliptica.